# Tursko (Miastko)
Tursko (deutsch Turzig) ist ein Dorf in der Stadt- und Landgemeinde Miastko (Rummelsburg) im Powiat Bytowski (Bütower Kreis) der polnischen Woiwodschaft Pommern.

## Geographische Lage
Das Dorf liegt in Hinterpommern, etwa 13 Kilometer nördlich von Miastko (Rummelsburg i. Pom.) und drei Kilometer nordwestlich des Kirchdorfs  Dretyń  (Treten).

## Geschichte

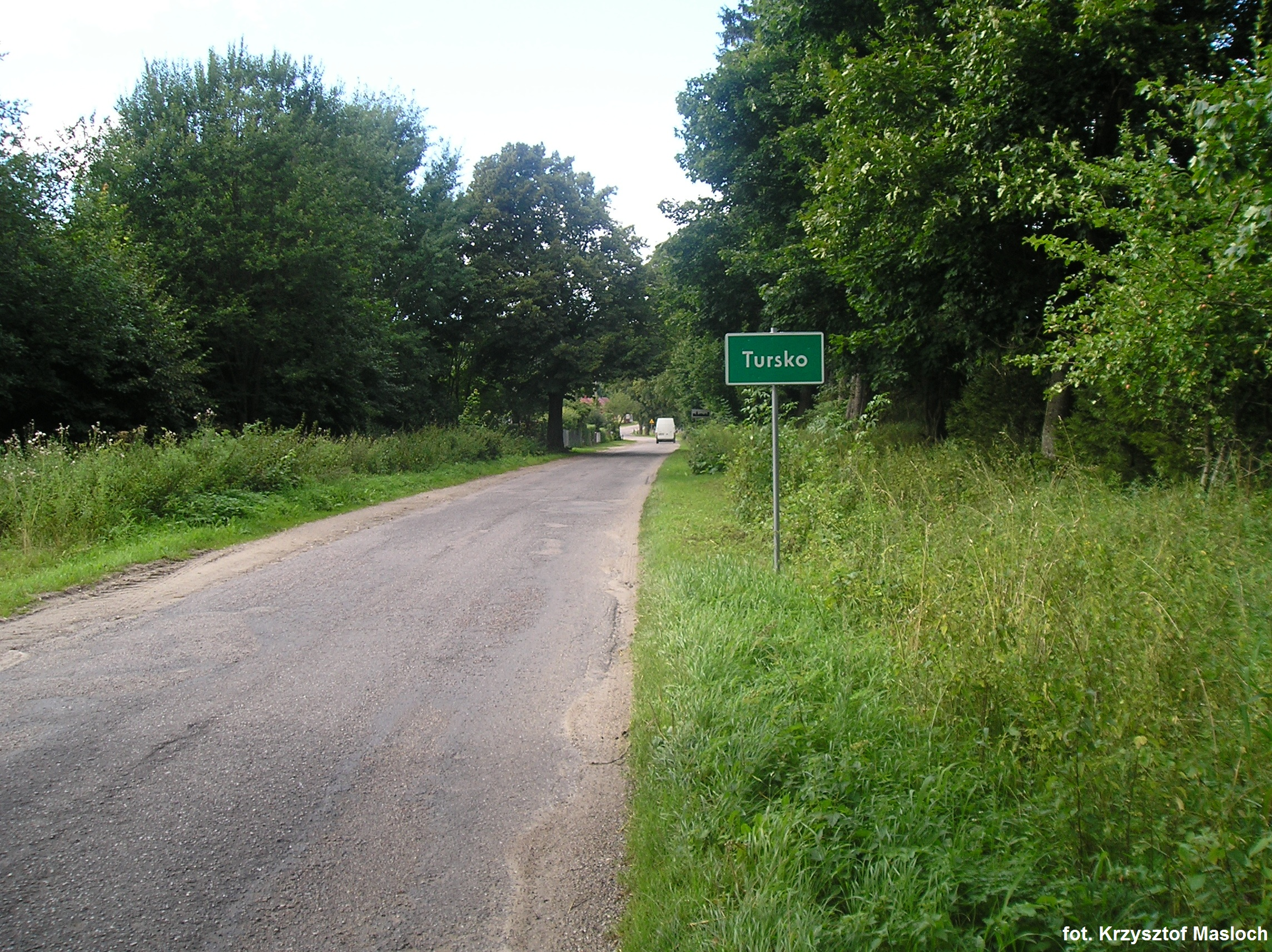
Ortseinfahrt (2013)

Turzig, nördlich von Rummelsburg und nordwestlich des Kirchdorfs Treten, auf einer Landkarte von 1915

Das alte Zitzewitzsche Lehen Turzig befand sich um 1782 im Besitz der Lehnsfolger des verstorbenen Hauptmanns Friedrich von Zitzewitz. Laut Vasallen-Tabelle besaß um 1804 der 40 Jahre alte Ferdinand von Zitzewitz, Kapitän a. D., das Gut Turzig mit dem Vorwerk Gesifzig. Nach den Verzeichnissen der Pommerschen Ritterschaft gehörte das Gut Turzig am 1. Januar 1862 dem Wilhelm Theophil von Zitzewitz auf Bornzin, der das Lehen 1839 geerbt hatte und Kreisdeputierter des Kreises Stolp war. Die Familie Zitzewitz auf Bornzin befand sich auch noch 1884 im Besitz des Ritterguts Turzig mit Mühle. 1892 gehörte das Gut Turzig dem Rittmeister Albert von Zitzewitz, wohnhaft in Halberstadt.
Am 1. Dezember 1913 wurden auf der 442,5 Hektar großen Gemarkungsfläche der Landgemeinde Turzig 16 viehhaltende Haushaltungen gezählt und auf dem 1355,4 umfassenden Gutsbezirk Turzig 34 viehhaltende Haushaltungen.
Am 1. April 1927 hatte der Gutsbezirk Turzig eine Flächengröße von 1348 Hektar und 29 Ar, und am 16. Juni 1925 hatte dieser Gutsbezirk 200 Einwohner. Am 30. September 1928 wurde der Gutsbezirk Turzig in die Landgemeinde Turzig eingegliedert.
Anfang der 1930er Jahre hatte die Landgemeinde Turzig eine Flächengröße von 17,9 km². Innerhalb der Gemeindegrenzen standen insgesamt 33 bewohnte Wohnhäuser an vier verschiedenen Wohnstätten:
1. Biesenhof
2. Gesifzig
3. Grützkuhl
4. Turzig

Die Landgemeinde Turzig gehörte im Jahr 1945 zum Landkreis Rummelsburg im Regierungsbezirk Köslin der preußischen Provinz Pommern des Deutschen Reichs und war dem Amtsbezirk Treten zugeordnet. Das Standesamt befand sich in Treten.
Gegen Ende des Zweiten Weltkriegs wurde Turzig Anfang März 1945 von der Roten Armee besetzt.
Anschließend wurde Turzig zusammen mit ganz Hinterpommern von der Sowjetunion der Volksrepublik Polen zur Verwaltung überlassen. Zwischen 1945 und 1947 wurde die gesamte einheimische Bevölkerung von der polnischen Administration aus Turzig vertrieben. Der Ortsname Turzig wurde zu „Tursko“ polonisiert.

### Demographie
| Jahr | Einwohner | Anmerkungen |
| ---- | --------- | --- |
| 1782 | –         | adliges Dorf mit einem Vorwerk, sieben Bauernhöfen, zwei Kossäten, einem Schulmeister, 13 Feuerstellen (Haushaltungen), Holzungen und Fischerei, zu Brotzen eingepfarrtes altes Zitzewitzsches Lehen, im Besitz der Lehnsfolger des Hauptmanns Friederich von Zitzewitz befindlich |
| 1818 | 120       | Dorf und Wassermühle, adlige Besitzung, zum Kirchspiel Treten gehörig |
| 1825 | 155       | Dorf mit dem Vorwerk Gesifze (Gesifzig) |
| 1852 | 287       | Dorf |
| 1864 | 326       | am 3. Dezember, Gemeindebezirk mit 117 Einwohnern und Gutsbezirk mit 209 Einwohnern |
| 1867 | 314       | am 3. Dezember, davon 96 in der Landgemeinde und 218 im Gutsbezirk |
| 1871 | 309       | am 1. Dezember, davon 106 (sämtlich Evangelische) in der Landgemeinde und 203 (sämtlich Evangelische) im Gutsbezirk |
| 1885 | 333       | am 1. Dezember, davon 111 (sämtlich Evangelische) in der Landgemeinde und 222 (sämtlich Evangelische) im Gutsbezirk |
| 1895 | 337       | am 2. Dezember, davon 113 (sämtlich Evangelische) in der Landgemeinde und 224 (sämtlich Evangelische) im Gutsbezirk |
| 1910 | 318       | am 1. Dezember, davon 77 in der Landgemeinde und 241 im Gutsbezirk |
| 1925 | 313       | sämtlich Evangelische |
| 1933 | 304       | [ 18 ] |
| 1939 | 294       | [ 18 ] |

## Kirche

### Kirchspiel bis 1945
Die vor 1945 in Turzig anwesenden Dorfbewohner waren größtenteils evangelischer Konfession. Die evangelischen Einwohner gehörten zum evangelischen Kirchspiel Treten im Kirchenkreis Schlawe in der Kirchenprovinz Pommern der Evangelischen Kirche der Altpreußischen Union.
Das katholische Kirchspiel war in Rummelsburg i. Pom.

### Kirchspiel seit 1946
Die seit 1945 und Vertreibung der Einheimischen hier lebende polnische Dorfbevölkerung ist größtenteils römisch-katholisch und gehört der Römisch-katholischen Kirche in Polen an.
Hier lebenden evangelische Kirchenglieder werden von der Evangelisch-Augsburgischen Kirche in Polen betreut. Das zuständige Pfarramt ist das der Kreuzkirche in Słupsk (Stolp).

## Persönlichkeiten
- Wilhelm Theophil von Zitzewitz (1817–1897), auf Bornzin, königl. preußischer Premierlieutenant a. D., Kreisdeputierter des Kreises Stolp, war Erbherr auf Turzig und anderen Rittergütern[19]